# Baltazaria ornaticeps
Baltazaria ornaticeps är en stekelart som först beskrevs av Cameron 1886.  Baltazaria ornaticeps ingår i släktet Baltazaria och familjen brokparasitsteklar. Inga underarter finns listade.